# Rúben Scarpatti
Rúben Scarpatti, auch als Rúben Scarpati geführt, (* 30. März 1972) ist ein ehemaliger uruguayischer Ruderer und heutiger Rudertrainer.
Rúben Scarpatti nahm mit dem uruguayischen Team an insgesamt vier Panamerikanischen Spielen teil. So gehörte er 1991, 1995 und 1999 zum Aufgebot. Bei diesen drei Teilnahmen blieb ihm jedoch der Gewinn einer Medaille versagt. 2002 wurde er im Boot mit Norberto Alvarez Uruguayischer Meister im Zweier ohne Steuermann. Im selben Jahr gewann er bei den Südamerikaspielen 2002 in Brasilien Silber im Vierer und erneut gemeinsam mit Norberto Alvarez Bronze im Zweier ohne Steuermann. Erst bei seinen letzten Panamerikanischen Spielen im Jahre 2003 erruderte er auch dort einen Platz auf dem Siegerpodest. In Santo Domingo gewann er dort im Vierer gemeinsam mit Leandro Salvagno, Oscar Medina und Rodolfo Collazo die Silbermedaille. 
Viermal nahm Scarpatti außerdem an Welttitelkämpfen im Rudersport teil. Im Jahr 1990 startete er in der Bootsklasse Vierer ohne Steuermann bei den Junioren-Weltmeisterschaften im Rudern, wobei der Mannschaft der Einzug ins Finale und ein 5. Platz gelang. Im Folgejahr belegte er mit zwei Teamkollegen von 1990 und einem neuen Mannschaftsmitglied beim Match des Seniors, den damals inoffiziellen U23-Weltmeisterschaften, ebenfalls den fünften Platz im Vierer-ohne. An den Weltmeisterschaften der offenen Altersklasse nahm Scarpatti zweimal teil. Er erreichte dabei Platz 17 im Vierer-ohne bei der Austragung 1999 in Kanada und ebenfalls Platz 17 im Doppelvierer bei der WM 2003 in Italien.
Mindestens seit 2005 ist er Nationaltrainer der uruguayischen Rudermannschaft. Diese Position hatte er auch im Jahre 2013 noch inne.